# Ferdinando Galiani

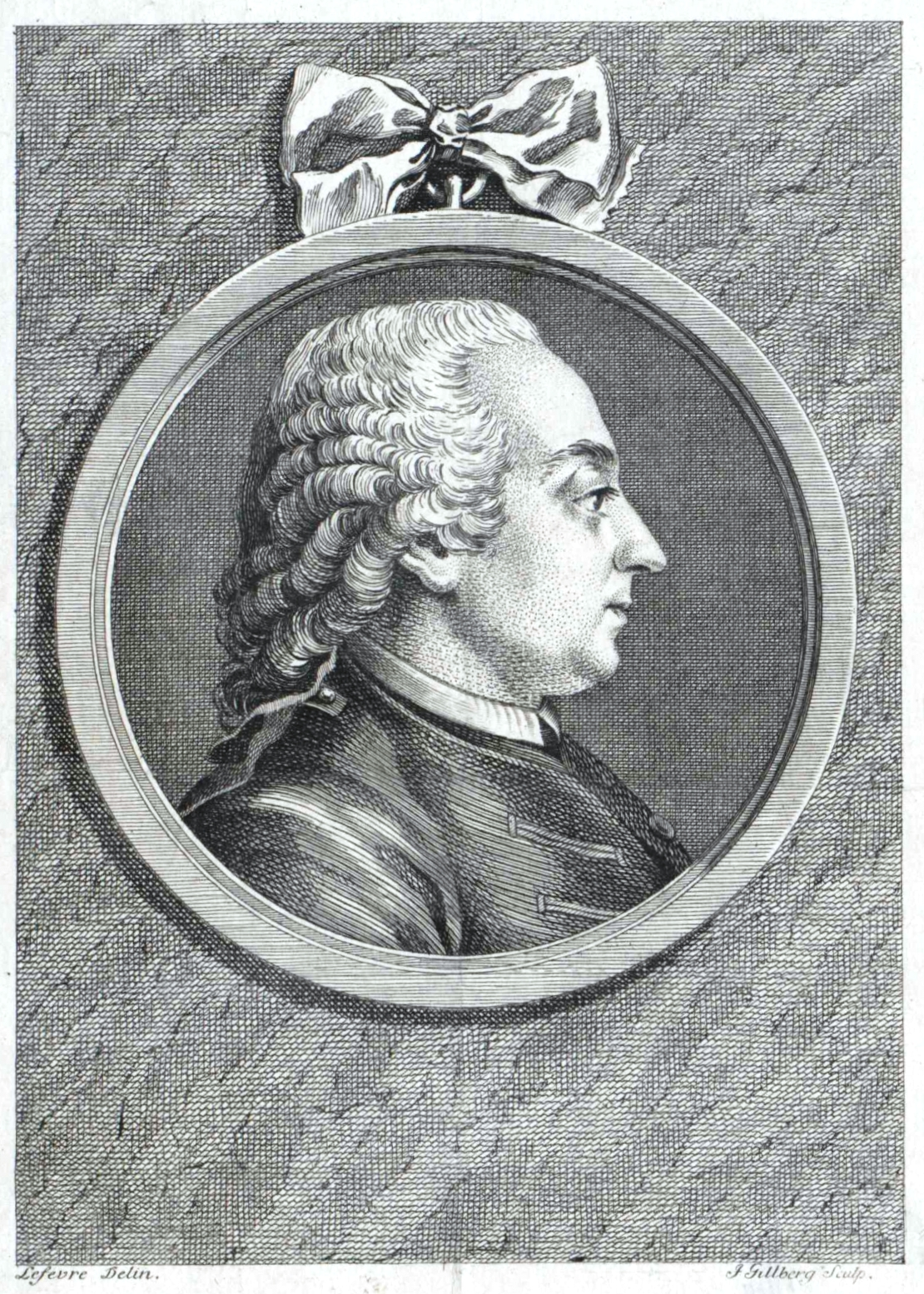
Abbé Galiani, Stich von Jacob Gillberg nach Robert Lefèvre

Ferdinando Galiani – auch genannt Abbé Galiani – (* 2. Dezember 1728 in Chieti, Königreich Neapel; † 30. Oktober 1787 in Neapel, Königreich Neapel) war ein italienischer Diplomat, Ökonom und Schriftsteller in der Zeit der Aufklärung.

## Leben und Wirken

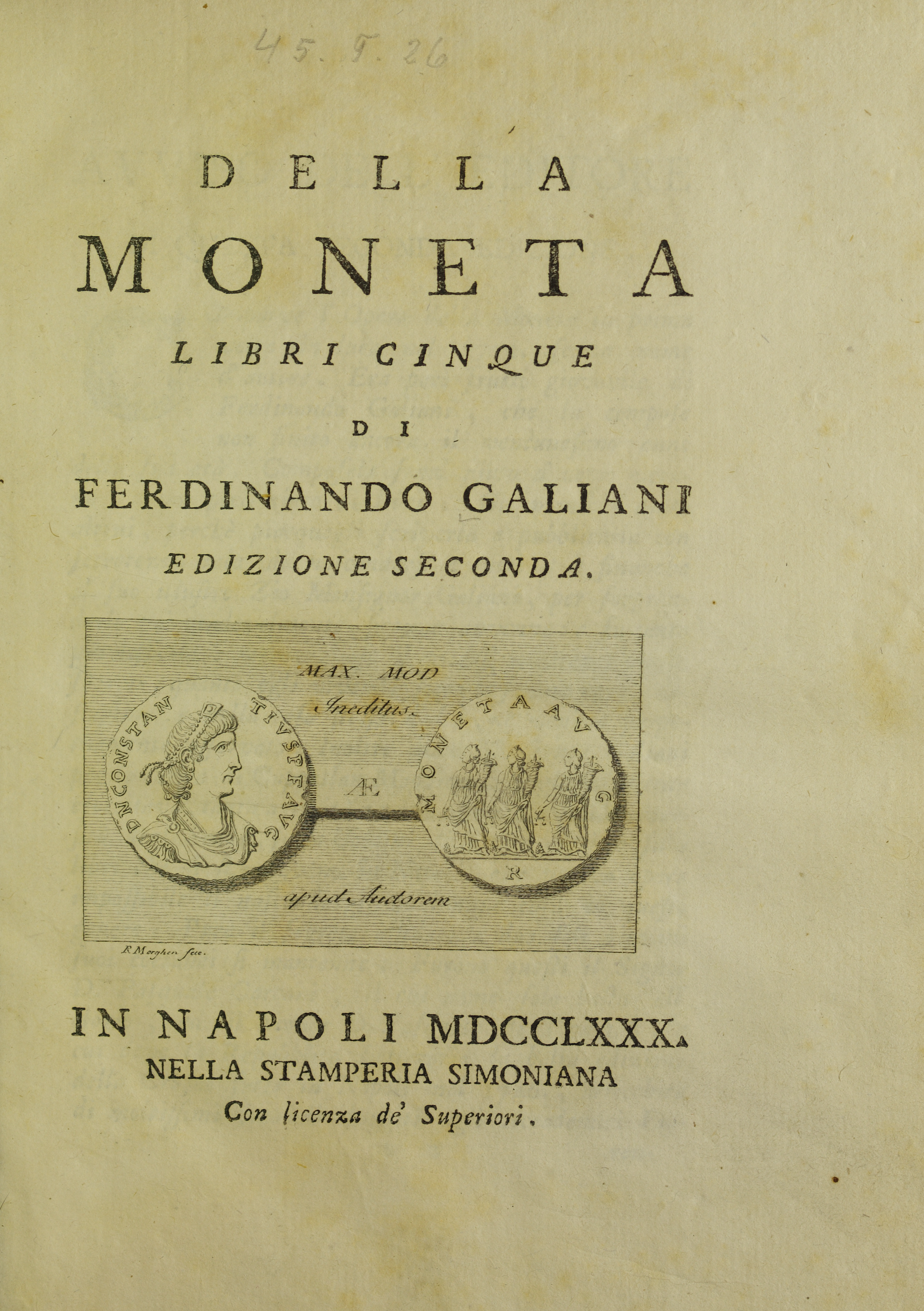
Della moneta, 1780

Galiani wurde als eines von sieben Kindern des Marchese Matteo Galiani, Bezirksverwalter von Chieti, und dessen Ehefrau Maria Ciaburra geboren. Die Familie Galianis entstammte dem alten Beamtenadel des Königreichs Neapel. Von 1735 an wurden er und sein älterer Bruder durch ihren Onkel, Erzbischof Celestino Galiani (1681–1753), einen der einflussreichsten Männer im Königreich, in Neapel unterrichtet. Neapel war damals die drittgrößte Metropole Europas und das Haus des Onkels, die Casa Galiani, das intellektuelle Zentrum. Von 1740 bis 1742 besuchten die Brüder die Klosterschule der Cölestiner im Rom, weil sich ihr Onkel dort in diplomatischer Mission aufhielt. Zu seinen Lehrern zählten Giambattista Vico, Appiano Buonafede sowie Antonio Genovesi und zu seinen Förderern Bartolomeo Intieri (1678–1757). 1744 wurde er in die Accademia degli Emuli (Akademie der Eifrigen) aufgenommen. In diesen Akademien präsentierte die Jugend Neapels in Abhandlungen ihr akademisches Wissen. Eine parodistische Satire auf akademische Lobhudeleien betitelt Componimenti […] machte Galiani erstmals auch außerhalb Neapels bekannt. 
Mit 22 Jahren veröffentlichte er sein Hauptwerk Della Moneta – Libri Cinque (Über das Geld – fünf Bücher); es erschien anonym. Auch dieses Werk zeigt seine meisterhafte Fähigkeit, seinen Stil nach Belieben an das gedachte Publikum anzupassen. Als Belohnung für seine Leistung als Wirtschaftstheoretiker erhielt er die Pfründen des Bistums Centola und der Abtei San Lorenzo. Um über das Geld aus diesen Pfründen verfügen zu können, musste der junge Nationalökonom, der nie Theologie studiert hatte, die niederen Priesterweihen entgegennehmen. Ein päpstlicher Indult gestattete ihm nun, den Titel Monsignore zu führen und sich als infuliert zu betrachten. So ging der Freigeist als Abbé Galiani in die Geschichte ein.
Eine Reise durch Oberitalien wurde für ihn zum schriftstellerischen Triumphzug. In Rom wurde er von Papst Benedikt XIV. empfangen. 1755 ernannte ihn König Karl IV. von Neapel zum Mitglied der Akademie von Herculanum, welche die Aufgabe hatte, die Ausgrabungsarbeiten im antiken Herculaneum zu leiten und die Funde zu beschreiben. 
Von 1759 bis 1769 war Galiani Sekretär der neapolitanischen Gesandtschaft in Paris; in der höfischen Gesellschaft kam der kleinwüchsige und vielleicht allzu geistreiche Mann zunächst nicht an. Durch diplomatische Kreise kam er jedoch mit Persönlichkeiten der französischen Aufklärung (darunter Jean-Baptiste le Rond d’Alembert, Denis Diderot, Paul Henri Thiry d’Holbach, Claude Adrien Helvétius und Friedrich Melchior Grimm) in Kontakt und wurde bald der Liebling der Salons. Diderot formulierte es so: „Der Abbé ist unerschöpflich an geistvollen Wendungen und Zügen; ein Kleinod für Regentage […]“ Berühmt wurde sein lange Jahre andauernder Briefwechsel mit Louise d’Épinay. Seine Schriften wurden von Denis Diderot, Voltaire und den anderen Enzyklopädisten gelobt. 
Im Jahr 1769 musste ihn sein Förderer, der Minister Tanucci, auf Anweisung des neapolitanischen Königs aus Paris abberufen. Mit welchen Gefühlen er Frankreich und die dortigen Freunde verließ, zeigt folgende Passage aus einem Brief an Frau von Epinay: „Man hat mich aus Paris herausgerissen, und man hat mir das Herz aus der Brust gerissen!“ Galiani hinterließ sein Buch Dialogues sur le commerce des blés (Dialoge über den Getreidehandel), das in Paris zum Bestseller wurde. Seiner Geliebten ließ er durch Frau von Epinay eine feste Rente zahlen. Als Trost dafür, dass er zum Opfer weltpolitischer Intrigen geworden war, wurde er im selben Jahr zum Sekretär des Obersten Handelsgerichtes in Neapel ernannt – bei verdoppeltem Salär. Neben anderen literarischen Arbeiten verfasste er eine Schrift über den neapolitanischen Dialekt. 1777 wurde er Vorsitzender der Domänenverwaltung; sein Rat war bei Hofe sehr geschätzt. 1782 wurde er erster Beisitzer des Obersten Finanzrates im Königreich Neapel. Galiani war nun berühmt. 1783 wurde er auch Ehrenmitglied der Russischen Akademie der Wissenschaften in Sankt Petersburg.
Nach dem Ableben seiner Freunde d’Alembert, Diderot und Frau von Epinay nahm er langsam Abschied von dem alten Wunschtraum einer Rückkehr nach Paris. Er beschränkte sich auf seinen steten Briefwechsel mit Gesinnungsgenossen der Aufklärungszeit, mit Friedrich dem Großen, Katharina II. und vielen anderen europäischen Fürsten. Während er umfangreiche Kanalprojekte im Königreich Neapel plante, erlitt er 1785 einen schweren Schlaganfall. Er erholte sich zwar, doch war seine Gesundheit angeschlagen. Knapp zwei Jahre später besuchte er Venedig, Modena und Padua, wo er überall mit großen Ehren empfangen wurde. 
Anfang Oktober desselben Jahres stellte sein Arzt unheilbare Wassersucht fest; wenige Wochen später verstarb Galiani im Alter von 58 Jahren. Er wurde in der Himmelfahrtskirche der Cölestiner, in Neapel-Chiaia, an der Seite seines Onkels, des Erzbischofs Celestino Galiani, beigesetzt. Er galt als einer der geistreichsten Menschen seines Jahrhunderts.
In Deutschland wurde Galiani vor allem von Johann Wolfgang von Goethe, Jean Paul, Leopold Mozart und Friedrich Nietzsche beachtet. Goethe traf ihn als alten Mann und wunderte sich über dessen Kaspereien, er würdigte sein Werk als Übersetzer durch ein ausführliches Zitat:

„Galiani, ein glänzender Latinist, war zeitlebens von Horaz fasziniert gewesen. Er galt als Fachmann, wurde von Freunden wie Diderot bei strittigen Fragen zu Horazgedichten zu Rate gezogen und würzte seine Schriften gern mit Zitaten aus seinem Lieblingsschriftsteller. Sein Biograph Diodoti (Vita del Abate Ferdinando Galiani, Napoli 1788) schreibt dazu: ‚So lange der Abbé Galiani in Frankreich war, unterließ er nie, sich in den schönen Wissenschaften zu üben. Er fing daselbst an, Anmerkungen über den Horaz zu schreiben, worin er Ursachen und Veranlassungen eines jeden Gedichts untersuchte, um den Leser in den Stand zu setzen, die dunklen Anspielungen und Allegorien zu verstehen. Er erklärte nicht nur viele Stellen auf eine ganz neue Weise, sondern gab auch den Gedichten eine neue Ordnung nach den Zeiten und Örtern, da sie geschrieben wurden, und legte dem Leser die Fortschritte, die Horaz in der Dichtkunst machte, bis er die unnachahmliche Vollkommenheit erreichte, vor Augen. Auch verbesserte er viele Fehler, die sich im Verlauf der Zeiten in diese Gedichte eingeschlichen hatten […] Galianis 1778 in Angriff genommenes Horaz-Buch wurde allerdings nie gedruckt. Leider ist der ›ganze Kommentar‹, der 1788 noch erhalten war, verschwunden, nur die Bruchstücke, die in der Gazette litteraire d’Europe 1780 vorabveröffentlicht wurden, sind erhalten. Und auch sie lesen wir weniger wegen der z. T. von der Philologie widerlegten Thesen Galianis zu Horaz, sondern wegen seiner generellen Betrachtungen zu Philologie und zur übersetzungsarbeit.‘“

Auch Nietzsche hatte von Galiani als Possenreißer gehört und interpretierte das philosophisch:

„Zynismus ist die einzige Form, in der gemeine Seelen an das streifen, was Redlichkeit ist; und der höhere Mensch hat bei jedem gröberen und feineren Zynismus die Ohren aufzumachen und sich jedesmal Glück zu wünschen, wenn gerade vor ihm der Possenreißer ohne Scham oder der wissenschaftliche Satyr laut werden. Es gibt sogar Fälle, wo zum Ekel sich die Bezauberung mischt: da nämlich, wo an einen solchen indiskreten Bock und Affen, durch eine Laune der Natur, das Genie gebunden ist, wie bei dem Abbé Galiani, dem tiefsten, scharfsichtigsten und vielleicht auch schmutzigsten Menschen seines Jahrhunderts – er war viel tiefer als Voltaire und folglich auch ein gut Teil schweigsamer.“

Als Nietzsche in Rom einen unerwünschten Besuch aus der Heimat endlich los war, schrieb er in einem Brief:

„O über die moralische Tartüfferie aller dieser lieben Deutschen! Wenn Sie mir einen Abbé Galiani in Rom versprechen könnten! Das ist ein Mensch nach meinem Geschmack. Ebenso Stendhal.“

Nietzsche bezeichnet ihn als seinen Freund; andernorts berichtet er von seiner Galiani-Lektüre:

„Der Abbé Galiani sagt einmal: "La prévoyance est la cause des guerres actuelles de l’Europe. Si l’on voulait se donner la peine de ne rien prévoir, tout le monde serait tranquille, et je ne crois pas qu’on serait plus malheureux parce qu’on ne ferait pas la guerre." Da ich durchaus nicht die unkriegerischen Ansichten meines verstorbenen Freundes Galiani teile, so fürchte ich mich nicht davor, einiges vorherzusagen und also möglicherweise damit die Ursache von Kriegen heraufzubeschwören. Eine ungeheure Besinnung, nach dem schrecklichsten Erdbeben: mit neuen Fragen.“

## Werke
- De la Monnaie (1751), Paris, Librairie M. Rivière, 1955 (deutsche Übersetzung: Über das Geld, Düsseldorf: Verl. Wirtschaft und Finanzen, 1999).
- Dialogues sur le commerce des blés, Paris, Fayard, 1984 ISBN 978-2-213-01479-1 (deutsche Übersetzung: Galiani's Dialoge über den Getreidehandel 1770, mit einer Biographie Galiani's / hrsg. von Franz Blei,  Bern: Wyss, 1895).
- L’Art de conserver les grains, Paris, 1770.
- De la Monnaie, Paris, Economica, 2005 ISBN 978-2-7178-4998-1 (deutsche Ausgabe: Über das Geld. Verlag Wirtschaft und Finanzen, Düsseldorf 1999, ISBN 3-87881-132-2).
- Nachrichten vom Vesuv. Briefe, Blitze, Lästereien. Galiani, Berlin 2009, ISBN 978-3-86971-000-6.

## Rezeption
Della moneta gilt als ein klassisches Werk der italienischen Nationalökonomie. Karl Marx fasste Galianis ökonomische Analysen vorwiegend im Sinne der Arbeitswerttheorie auf: Der Wohlstand wird aufgefasst als ein Verhältnis zwischen zwei Personen. Die Mühe (fatica) ist das einzige, das dem Ding Wert gibt. „Das Geld ist von zweierlei Art, ideales und reales; und es wird in zwei verschiedenen Weisen gebraucht, um die Dinge zu schätzen und um sie zu kaufen. Zum Schätzen ist das ideale Geld geeignet, ebenso wie das reale und vielleicht auch besser. Der andere Gebrauch des Geldes besteht im Kauf jener Dinge, die es schätzt [...] Die Preise und die Kontrakte werden in idealem Gelde geschätzt und in realem Gelde verwirklicht.“
„Es ist die Schnelligkeit des Geldumlaufs und nicht die Menge des Metalls, was macht, daß viel oder wenig Geld vorhanden zu sein scheint.“
„Die Metalle besitzen die Eigentümlichkeit und Besonderheit, daß in ihnen allein alle Verhältnisse zurückgeführt sind auf eines, das ist ihre Quantität, daß sie von der Natur keine verschiedene Qualität erhalten haben, weder im innern Bau, noch in der äußern Form und Bearbeitung.“
Wladimir Karpowitsch Dmitrijew sah Galiani hingegen als den Entdecker der Grenznutzenlehre an. Denn für ihn sei die Austauschrelation der Güter abhängig von der subjektiven Wertung des Individuums. Dabei habe er die primäre Nützlichkeit (utilità primaria), d. h. die Wichtigkeit der Bedürfnisse, die das Ding erfüllt, unterschieden von der spezifischen Nützlichkeit, die von dem Grad abhängt, in dem das Bedürfnis erfüllt worden ist.
- In Dialogues sur le commerce des blés analysierte Galiani die Hungersnot in Neapel (1763–1766) und kam zu dem Schluss, dass die Sicherstellung der Grundversorgung nicht nur unter ökonomischen Gesichtspunkten zu betrachten sei, sondern dass der Staat bei den „öffentlichen Gütern“ verpflichtet sei, die Produktion zu garantieren. In seinem gesamten ökonomischen Werk wies er darauf hin, dass das Wohlergehen eines Landes von der demokratischen, marktwirtschaftlichen Sicherung des Geldwertes, von gut funktionierenden staatlichen Institutionen und einem wachen sozialen Gewissen abhänge.
- Die Briefe des Abbé Galiani (mit Einleitung und Anmerkungen von Wilhelm Weigand, München und Leipzig 1914; eine Auswahl findet sich in Galiani, Helle Briefe, Die Andere Bibliothek, hrsgg. v. H. M. Enzensberger) Nach seiner Rückkehr aus Paris korrespondierte Galiani mit seinen Pariser Freunden aus dem Kreis der Enzyklopädisten und der Salons (u. a. Madame Necker, Madame d’Epinay). Diese Briefe gehören mit zu den interessantesten und geistreichsten Spiegelungen des europäischen Geisteslebens am Vorabend der französischen Revolution.